# Sieben Tage Sonntag
Sieben Tage Sonntag ist ein Film aus dem Jahr 2007 von Regisseur Niels Laupert. Das Drama beruht auf einer wahren Begebenheit.

## Handlung
Der 14. Januar 1996 ist ein Tag wie jeder andere für Adam und Tommek. Ein Tag wie ein Sonntag, denn für die beiden ist jeder Tag ein Sonntag. Sie treffen sich mit ihrer Clique, betrinken sich und ziehen ziellos um die Häuser. Die Jugendlichen sind Schulabbrecher, ihr Leben ist langweilig, chancenlos und ohne jede Perspektive. Um ein bisschen Abwechslung zu erhalten, hat Tommek eine verhängnisvolle Idee. Er stellt Adam die Frage, ob er einen Menschen töten kann und stiftet ihn zu einer schrecklichen Tat an.

## Hintergrund
Der Film basiert auf einer wahren Begebenheit, die Tat fand 1996 in Polen statt. Die beiden damals jugendlichen Täter sitzen für den Mord noch heute in Haft.
Regisseur Niels Laupert wurde durch einen Zeitungsartikel auf den Fall aufmerksam. Ihn schockierte „der Mangel an Motiven, die überaus radikale Vorgehensweise und das Fehlen von jeglicher Einsicht und Reue“. Er traf sich zunächst mit der Journalistin, von der er Hintergrundmaterial und deren Interviewaufzeichnungen mit Betroffenen bekam. 2006 besuchte er die Täter dann in ihren Gefängnissen in Polen, die zu diesem Zeitpunkt schon über zehn ihrer insgesamt 25 Jahre Haft abgesessen hatten. Die Musik zu dem Film steuerten deutsche Bands wie Slut oder Notwist bei, aber auch international erfolgreiche Bands wie Portishead und Babyshambles konnten für das Projekt gewonnen werden. Sie stellten ihre Musik teilweise kostenfrei zur Verfügung, nachdem sie das Projekt gesehen hatten.

## Auszeichnungen
Das Drama wurde auf zahlreichen Filmfestivals gefeiert:
- Mentor Award 2007 – Filmfest München 2007
- Lobende Erwähnung – Filmfest Biberach 2007
- 3. Platz Publikumspreis – FilmzMainz 2007
- Produzentenpreis "Bester Abschlussfilm" – Sehsüchte 2008
- Besondere Auszeichnung – Festival des Deutschen Films 2008
- Remi Award – International Filmfestival Houston 2008
- Nominierung "Förderpreis Deutscher Film" für bestes Drehbuch, beste Regie, bester Nachwuchsdarsteller
- Nominierung Studio Hamburg Nachwuchspreis in der Kategorie "Bester Film"